# Tassos Papadopoulos

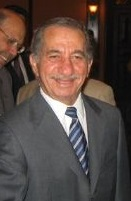
Tassos Papadopoulos

Tassos Nikolaiu Papadopoulos (Grieks: Τάσσος Νικολάου Παπαδόπουλος) (Nicosia, 7 januari 1934 - aldaar, 12 december 2008) was de president van de Republiek Cyprus vanaf 28 februari 2003 tot 28 februari 2008.
Papadopoulos ging naar het Verenigd Koninkrijk om rechten te studeren. Bij terugkomst werd hij lid van de partij EOKA, die tegen de Britse overheersing in Cyprus was. In 1972 nam Papadopoulos zitting in het Cypriotische parlement.
Zijn verklaringen dat Cyprus Grieks was en zich daarom aan moest sluiten bij Griekenland, leverde veel weerstand op bij de Turken op het noordelijke deel van het eiland. Dit leidde in 1974 tot een inval van Turkije. Het noordelijke deel van het eiland splitste zich daarna af tot de Turkse Republiek Noord-Cyprus. De afscheiding werd internationaal niet erkend, alleen Turkije erkende de republiek. Op het eiland werden al snel VN-soldaten gestationeerd.
In de jaren '90 werd Papadopoulos weer actief in de politiek met een nieuwe democratische partij. In februari 2003 werd hij als president verkozen.
Hij wordt door velen een man van goud genoemd, omdat dankzij hem het Grieks-Cypriotische deel lid geworden is van de Europese Unie.
Papadopoulos heeft het Turkse gedeelte van Cyprus nooit erkend, maar aangezien er anders geen mogelijkheid was om toe te treden tot de Europese Unie was hij min of meer gedwongen het Turkse deel toch te erkennen. De Europese Unie verwacht nog steeds een hereniging van het eiland. Het Griekse gedeelte heeft in 2004 in een referendum echter de aansluiting op het laatste moment afgekeurd, wat tot een ernstige berisping van de EU leidde.
Op 10 december 2009 werd het lichaam van de voormalig president gestolen uit zijn graf.
Op 8 maart 2010 is het lichaam gevonden op een kerkhof even buiten Nicosia. DNA-testen wezen uit dat het lichaam inderdaad van Papadopoulos is. Op 9 maart maakte de Cypriotische minister van Justitie, Loukas Luka, bekendgemaakt dat er losgeld is geëist voor het lichaam van Papadopoulos. Dit is echter door de familie ontkend. Op 9 maart zijn er drie mensen aangehouden in verband met vermoedelijke betrokkenheid bij de lijkroof.